# NGC 5931
NGC 5931 é uma galáxia lenticular (S0) localizada na direcção da constelação de Serpens. Possui uma declinação de +07° 34' 23" e uma ascensão recta de 15 horas, 29 minutos e 29,6 segundos.
A galáxia NGC 5931 foi descoberta em 19 de Abril de 1887 por Lewis A. Swift.